# Denkmäler der Volksrepublik China (Yunnan)
Die folgende Tabelle bietet eine Übersicht zu sämtlichen Denkmälern in der Provinz Yunnan (Abk. Dian), die auf der Denkmalliste der Volksrepublik China stehen:
| Name                                                               | Beschluss | Kreis/Ort                   | siehe (auch) | Bild |
| ------------------------------------------------------------------ | --------- | --------------------------- | --- | ---- |
| Shizhongshan shiku 石钟山石窟                                      | 1-47      | Jianchuan xian 剑川县       | Shizhongshan-Grotten (Kreis Jianchuan) |      |
| Chongsheng si san ta 崇圣寺三塔                                    | 1-65      | Dali shi 大理市             | Drei Pagoden des Chongsheng-Tempels (Dali) |      |
| Cuan Baozi bei 爨宝子碑                                            | 1-126     | Qujing shi 曲靖市           | Cuan-Baozi-Stele (Qujing) |      |
| Cuan Longyan bei 爨龙颜碑                                          | 1-127     | Luliang xian 陆良县         | Cuan-Longyan-Stele (Kreis Luliang) |      |
| Duanshi yu sanshiqi bu huimeng bei 段氏与三十七部会盟碑            | 1-129     | Qujing shi 曲靖市           | Tafel des Bündnistreffens von Duan (König von Dali) mit 37 Stämmen (im Jahr 971) (Qujing)                                                                 |      |
| Taihe cheng yizhi 太和城遗址                                       | 1-157     | Dali shi 大理市             | Stätte von Taihe (Hauptstadt des Reiches Nanzhao in der Zeit der Tang-Dynastie) (Dali)                                                                    |      |
| Taihe gong Jindian 太和宫金殿                                      | 2-38      | Kunming shi 昆明市          | Taihe Gong Jindian („Goldener Tempel“) (Kunming) |      |
| Dizang si jingchuang 地藏寺经幢                                    | 2-45      | Kunming shi 昆明市          | Sutren-Steinsäule des Ksitigarbha-Tempels (Kunming) |      |
| Yuanmou yuanren yizhi 元谋猿人遗址                                 | 2-46      | Yuanmou xian 元谋县         | Stätte des Yuanmou-Menschen (Kreis Yuanmou) |      |
| Yunnan lujun jiangwutang (jiuzhi) 云南陆军讲武堂 (旧址)            | 3-18      | Kunming shi 昆明市          | (Ehemaliger Sitz der) Militärakademie von Yunnan in Kunming                                                                                               |      |
| Nie Er mu 聂耳墓                                                   | 3-41      | Kunming shi 昆明市          | Grab von Nie Er (Kunming) |      |
| Guangyun mian si 广允缅寺                                          | 3-123     | Cangyuan xian 沧源县        | Birmanischer Guangyun-Tempel (Kreis Cangyuan) |      |
| Jingzhen bajiao ting 景真八角亭                                    | 3-124     | Menghai xian 勐海县         | Achteckiger Pavillon von Jingzhen (Kreis Menghai) |      |
| Manfeilong ta 曼飞龙塔                                             | 3-157     | Jinghong shi 景洪市         | Manfeilong-Pagode (Jinghong) |      |
| Yuan Zi tiji moya shike 袁滋题记摩崖石刻                           | 3-174     | Yanjin xian 盐津县          | Felsinschrift von Yuan Zi (Tang-Dynastie) (Kreis Yanjin)                                                                                                  |      |
| Nanzhao tiezhu 南诏铁柱                                            | 3-180     | Midu xian 弥渡县            | Eisensäule aus dem Staat Nanzhao (Kreis Midu) |      |
| Lama guyuan huashi didian 腊玛古猿化石地点                         | 3-181     | Lufeng Xian 禄丰县          | Stätte der Ramapithecus-Fossilien (Shihuiba, Kreis Lufeng)                                                                                                |      |
| Shifodong yizhi 石佛洞遗址                                         | 4-18      | Gengma Xian 耿马县          | Shifodong-Stätte (Kreis Gengma) |      |
| Miaozhan Si Jingang Ta 妙湛寺金刚塔                                | 4-87      | Kunming Shi 昆明市          | Diamantthron-Pagode des Miaozhan Si (Kunming) |      |
| Dabaoji gong yu Liuli dian 大宝积宫与琉璃殿                        | 4-159     | Yulong Xian 玉龙县          | Dabaoji-Palast und Liuli-Halle (Kreis Yulong) |      |
| Zhongxin zhen gongtang 中心镇公堂                                  | 4-186     | Xianggelila Xian 香格里拉县 | Versammlungshalle von Dokar Dzong (Kreis Shangri-La) |      |
| Nalou zhangguansi shu 纳楼长官司署                                 | 4-213     | Jianshui xian 建水县        | Nalou-Amtsgebäude (Tusi) (Kreis Jianshui) |      |
| Nandian xuanfu sishu 南甸宣抚司署                                  | 4-214     | Lianghe xian 梁河县         | Nandian-Xuanfu-Amtssitz (Tusi) (Kreis Lianghe) |      |
| Guoshang muyuan 国殇墓园                                           | 4-246     | Tengchong 腾冲县            | Friedhof der Nationalhelden (Kreis Tengchong) (Zweiter Japanisch-Chinesischer Krieg)                                                                      |      |
| Hanzhuang chengzhi 汉庄城址                                        | 5-106     | Baoshan shi 保山市          | Befestiges Dorf aus der Zeit der Han-Dynastie (Baoshan)                                                                                                   |      |
| Shizhaishan gumuqun 石寨山古墓群                                   | 5-179     | Jinning xian 晋宁县         | Shizhaishan-Gräber (Kreis Jinning) |      |
| Lijiashan gumuqun 李家山古墓群                                     | 5-180     | Jiangchuan xian 江川县      | Lijiashan-Gräber (Kreis Jiangchuan) |      |
| Xizhou Baizu gu jianzhuqun 喜洲白族古建筑群                        | 5-404     | Dali shi 大理市             | Alte Architektur der Bai in Xizhou (Dali) |      |
| Jianshui wenmiao 建水文庙                                          | 5-405     | Jianshui xian 建水县        | Konfuzianischer Tempel von Jianshui (Kreis Jianshui) |      |
| Qiongzhu si 筇竹寺                                                 | 5-406     | Kunming shi 昆明市          | Qiongzhu-Tempel (Bambus-Tempel) (Kunming) |      |
| Yuan Shizu Pingyunnan bei 元世祖平云南碑                           | 5-464     | Dali shi 大理市             | Pingyunnan-Stele des Yuan Shizu (Kublai Khan) (Dali) |      |
| Cangyuan yahua 沧源崖画                                            | 5-465     | Cangyuan xian 沧源县        | Felsmalereien von Cangyuan (Kreis Cangyuan) |      |
| Baiyang cun yizhi 白羊村遗址                                       | 6-187     | Binchuan xian 宾川县        | Baiyangcun (neolithischer Fundort) (Kreis Binchuan) |      |
| Longyutu shanchengzhi 山龙（山字旁加龙）山于（山字旁加于）图山城址 | 6-188     | Weishan xian 巍山县         | Longyutu-Shan-Stätte (der ersten Hauptstadt Longyutu des Reiches Nanzhao) (Kreis Weishan)                                                                 |      |
| Batatai muqun 八塔台墓群                                           | 6-281     | Qujing shi 曲靖市           | Batatai-Gräber (Qujing) |      |
| Yingpancun muqun 营盘村墓群                                        | 6-282     | Yongsheng xian 永胜县       | Yingpancun-Gräber (Kreis Yongsheng) |      |
| Shuimu si ta 水目寺塔                                              | 6-738     | Xiangyun xian 祥云县        | Pagode des Shuimu-Tempels (Kreis Xiangyun) |      |
| Huiguang sita he Changle sita 惠光寺塔和常乐寺塔                   | 6-739     | Kunming shi 昆明市          | Pagode des Huiguang-Tempels und Pagode des Changle-Tempels (Kunming)                                                                                      |      |
| Fotu sita 佛图寺塔                                                 | 6-740     | Dali shi 大理市             | Pagode des Fotu-Tempels (Schlangenknochen-Pagode 蛇骨塔) (Dali)                                                                                           |      |
| Dayao baita 大姚白塔                                               | 6-741     | Dayao xian 大姚县           | Weiße Pagode von Dayao (Kreis Dayao) |      |
| Caoxi si 曹溪寺                                                    | 6-742     | Anning shi 安宁市           | Caoxi-Tempel (Anning) |      |
| Xiushan gu jianzhuqun 秀山古建筑群                                 | 6-743     | Tonghai xian 通海县         | Traditionelle Architektur des Xiushan (Kreis Tonghai) |      |
| Zhilin si dadian 指林寺大殿                                        | 6-744     | Jianshui xian 建水县        | Haupthalle des Zhilin-Tempels (Kreis Jianshui) |      |
| Baoshan shitoucheng 宝山石头城                                     | 6-745     | Yulong xian 玉龙县          | Baoshan Steinstadt (Kreis Yulong) |      |
| Anning wenmiao 安宁文庙                                            | 6-746     | Anning shi 安宁市           | Konfuzianischer Tempel von Anning (Anning) |      |
| Zhoucheng Wenmiao he Wumiao 州城文庙和武庙                         | 6-747     | Binchuan xian 宾川县        | Konfuzianischer Tempel und Kriegsgott-Tempel von Zhoucheng (Kreis Binchuan)                                                                               |      |
| Zhenqingguan gu jianzhuqun 真庆观古建筑群                          | 6-748     | Kunming shi 昆明市          | Architektur des Zhenqing-Tempels (Kunming) |      |
| Heilongtan gu jianzhuqun 黑龙潭古建筑群                            | 6-749     | Lijiang shi 丽江市          | Architektur des Heilongtan-Teiches (Lijiang) |      |
| Longhua si 龙华寺                                                  | 6-750     | Yao’an xian 姚安县          | Longhua-Tempel (Kreis Yao’an) |      |
| Baoshan Yuhuang ge 保山玉皇阁                                      | 6-751     | Baoshan shi 保山市          | Jadekaiser-Pavillon von Baoshan |      |
| Chaoyang lou 朝阳楼                                                | 6-752     | Jianshui xian 建水县        | Chaoyanglou (Kreis Jianshui) |      |
| Ximen jie gu jianzhuqun 西门街古建筑群                             | 6-753     | Jianchuan xian 剑川县       | Alte Architektur der Ximenjie-Straße (Kreis Jianchuan) |      |
| Shaxi Xingjiao si 沙溪兴教寺                                       | 6-754     | Jianchuan xian 剑川县       | Xingjiao-Tempel in Shaxi (Kreis Jianchuan) |      |
| Jinlong qiao 金龙桥                                                | 6-755     | Lijiang shi 丽江市          | Jinlong-Brücke (Lijiang) |      |
| Menglian xuanfu sishu 孟连宣抚司署                                 | 6-756     | Menglian xian 孟连县        | Menglian Xuanfu-Amtssitz (Tusi) (Kreis Menglian) |      |
| Manduan Fosi 曼短佛寺                                              | 6-757     | Menghai xian 勐海县         | Manduan Fosi (buddhistischer Tempel, 1132, Kreis Menghai)                                                                                                 |      |
| Shuanglong qiao 双龙桥                                             | 6-758     | Jianshui xian 建水县        | Shuanglong-Brücke (Kreis Jianshui) |      |
| Changchun dong 长春洞                                              | 6-759     | Weishan xian 巍山县         | Changchun-Höhle (Kreis Weishan) |      |
| Shouguo si 寿国寺                                                  | 6-760     | Weixi xian 维西县           | Shouguo-Tempel (Kreis Weixi) |      |
| Huize huiguan 会泽会馆                                             | 6-761     | Huize xian 会泽县           | Huize-Gildenhalle (Kreis Huize) |      |
| Meng Xiaoju bei 孟孝琚碑                                           | 6-861     | Zhaotong shi 昭通市         | Meng-Xiaoju-Stele (Westliche Han-Dynastie) (Zhaotong) |      |
| Wang Renqiu bei 王仁求碑                                           | 6-862     | Anning shi 安宁市           | Wang-Renqiu-Stele (Anning) |      |
| Ma Hazhi mubei 马哈只墓碑                                          | 6-863     | Jinning xian 晋宁县         | Grabstele von Ma Hazhi (Kreis Jinning) |      |
| Wujiazhai tielu qiao 五家寨铁路桥                                  | 6-1053    | Pingbian xian 屏边县        | Wujiazhai-Eisenbahnbrücke (Yunnan-Bahn) (Kreis Pingbian)                                                                                                  |      |
| Cizhong jiaotang 茨中教堂                                          | 6-1054    | Deqin xian 德钦县           | Katholische Kirche im Dorf Cizhong (Kreis Dêqên) |      |
| Shilongba shuidianzhan 石龙坝水电站                                | 6-1055    | Kunming shi 昆明市          | Wasserkraftwerk Shilongba (Kunming) |      |
| Mengzi haiguan jiuzhi 蒙自海关旧址                                 | 6-1056    | Mengzi xian 蒙自县          | Altes Zollamt von Mengzi (Kreis Mengzi) |      |
| Jijie huochezhan 鸡街火车站                                        | 6-1057    | Gejiu shi 个旧市            | Bahnhof Jijie (Gejiu) |      |
| Qihe lou 企鹤楼                                                    | 6-1058    | Shiping xian 石屏县         | Qihelou-Gebäude (Kreis Shiping) |      |
| Chenshi zongci 陈氏宗祠                                            | 6-1059    | Shiping xian 石屏县         | Ahnentempel der Familie Chen (Kreis Shiping) |      |
| Heshun tushuguan jiuzhi 和顺图书馆旧址                             | 6-1060    | Tengchong xian 腾冲县       | Alte Bibliothek von Heshun (Kreis Tengchong) |      |
| Yunyan ta 允燕塔                                                   | 6-1061    | Yingjiang xian 盈江县       | Yunyan-Pagode (Kreis Yingjiang) |      |
| Guoli xinan lianhe daxue (jiuzhi) 国立西南联合大学 (旧址)          | 6-1062    | Kunming shi 昆明市          | Vereinigte Südwest-Universität (ehemalige Stätte) (Zusammenschluss der Peking-Universität, der Tsinghua-Universität und der Nankai-Universität) (Kunming) |      |
| Songshan zhanyi jiuzhi 松山战役旧址                                | 6-1063    | Longling xian 龙陵县        | Altes Songshan-Schlachtfeld (Kreis Longling) |      |
| Kangzhan shengli jiniantang 抗战胜利纪念堂                         | 6-1064    | Kunming shi 昆明市          | Gedächtnishalle zum Sieg gegen die Japaner (Kunming) |      |
| Minzu tuanjie shici bei 民族团结誓词碑                             | 6-1065    | Pu'er xian 普洱县           | Steintafel mit dem Eid der nationalen Solidarität chinesischer Nationalitäten (1951, Erste Nationalitäten-Konferenz in Ning’er) (Kreis Pu’er)             |      |